# Rodrigo de Paul
Rodrigo Javier de Paul (ur. 24 maja 1994 w Sarandí) – argentyński piłkarz, występujący na pozycji środkowego pomocnika w amerykańskim klubie Inter Miami, do którego jest wypożyczony z Atlético Madryt oraz w reprezentacji Argentyny. Złoty medalista Copa América 2021 i 2024 oraz Mistrzostw Świata 2022. Brązowy medalista Copa América 2019.

## Kariera klubowa
Rodrigo De Paul w wieku ośmiu lat dołączył do młodzieżowej drużyny Racingu. 10 lutego 2013 roku zagrał swój pierwszy profesjonalny mecz zastępując w 76 minucie meczu Mauro Camoranesiego w przegranym 0:3 meczu przeciwko Atlético Rafaela. Swojego pierwszego gola Rodrigo strzelił miesiąc później przeciwko San Martín. Wystąpił w 35 meczach, zdobywając 4 bramki.
9 maja 2014 roku ogłoszono, że Valencia CF porozumiała się Racingiem i uzgodniła warunki transferu piłkarza. Rodrigo został wykupiony za 4,8 mln euro. Swój debiut w La Liga zaliczył 23 sierpnia przeciwko Sevilli.
12 lipca 2021 roku dołączył do Atlético Madryt.

## Sukcesy

### Reprezentacyjne
Mistrzostwa świata
- Mistrzostwo: 2022

Copa América
- Mistrzostwo: 2021,2024

Superpuchar CONMEBOL–UEFA
- Mistrzostwo: 2022